# Ernani
Ernani – opera w czterech aktach Giuseppe Verdiego, wystawiona po raz pierwszy w Teatro La Fenice (Wenecja) 9 marca 1844 roku.
 Premiera polska: Warszawa 1851.
Libretto na podstawie dramatu Victora Hugo Hernani albo Honor kastylijski z 1830 napisał Francesco Maria Piave. 
Verdi skomponował operę zaledwie w ciągu jednego miesiąca, nie jest ona wyrównana pod względem artystycznym, pomimo to premiera była sukcesem,  przynosząc kompozytorowi międzynarodową sławę.

Opera rozgrywa się w kręgu czworga bohaterów:
- Ernani, herszt zbójców – tenor;
- Don Carlos, król Hiszpanii – baryton;
- Don Ruyz Gomez de Silva, stary hrabia – bas;
- Elwira, siostrzenica Silvy – sopran.

Akcja rozgrywa się w Hiszpanii i w Akwizgranie w 1519.